# Helmholtzia acorifolia
Helmholtzia acorifolia är en enhjärtbladig växtart som beskrevs av Ferdinand von Mueller. Helmholtzia acorifolia ingår i släktet Helmholtzia och familjen Philydraceae. Inga underarter finns listade.